# Andreas Klier
Andreas Klier, né le 15 janvier 1976 à Munich, est un coureur cycliste et directeur sportif allemand. Coureur professionnel de 1996 à 2013, il a notamment gagné Gand-Wevelgem en 2003 et terminé deuxième du Tour des Flandres 2005. Depuis mai 2013, il est directeur sportif chez Garmin-Sharp devenue par la suite Cannondale-Drapac.

## Carrière
Professionnel de 1996 à mai 2013, Andreas Klier devient ensuite directeur sportif de la formation Garmin-Sharp, celle où il a terminé sa carrière de coureur. Au mois d'août 2013, l'Agence américaine antidopage annonce que Klier est suspendu six mois à partir du 12 août après avoir annoncé s'être dopé entre 1999 et 2006. En matière de dopage, la prescription étant de huit ans, il perd l'ensemble de ses résultats à partir du 21 juillet 2005,. Il conserve ainsi sa victoire à Gand-Wevelgem en 2003 et sa deuxième place au Tour des Flandres 2005.

## Palmarès

### Palmarès amateur
- 1991
  -  Champion d'Allemagne sur route cadets
- 1993
  - 1re étape des Trois Jours d'Axel
  - 3e des Trois Jours d'Axel
- 1994
  - Trofeo Karlsberg
  - Trois Jours d'Axel :
    - Classement général
    - 2e étape (contre-la-montre)

  - 2e du championnat d'Allemagne sur route juniors

### Palmarès professionnel
- 1996
  - 7e étape du Boland Bank Tour
- 1997
  - Prologue du Tour de Hesse (contre-la-montre par équipes)
- 1999
  - 2e de la Clásica de Sabiñánigo
  - 3e du Circuit franco-belge
- 2002
  - Grand Prix Jef Scherens
- 2003
  - Gand-Wevelgem
- 2004
  - 6e du Tour des Flandres
  - 10e de Gand-Wevelgem
- 2005
  - 2e de Grand Prix E3
  - 2e du Tour des Flandres
  - 10e de Tirreno-Adriatico

## Résultats sur les grands tours

### Tour de France
3 participations
- 2000 : 105e
- 2009 : 155e
- 2010 : 168e

### Tour d'Italie
1 participation
- 1999 : 78e

### Tour d'Espagne
7 participations
- 1999 : 74e
- 2001 : 119e
- 2002 : abandon
- 2004 : abandon (6e étape)
- 2005 : 107e
- 2007 : abandon (15e étape), vainqueur de la 13e étape
- 2011 : 158e

## Classements mondiaux
| Année                  | 2005 | 2006 | 2007 | 2008 | 2009 | 2010  |
| ---------------------- | ---- | ---- | ---- | ---- | ---- | ----- |
| Classement ProTour     | 46e  | 149e | 132e |      |      |       |
| Calendrier mondial UCI |      |      |      |      | 107e |       |
| UCI Asia Tour          |      |      |      |      | 107e | 323e  |
| UCI Europe Tour        |      |      |      |      | 722e | 1033e |